# Goals against average
Goal Against Average (röviden GAA) egy olyan statisztika, amit jégkorongban, gyeplabdában,  lacrosseban, labdarúgásban és vízilabdában az átlagosan bekapott gólok számának megismerésére használnak. Magyarul annyit tesz, átlagosan bekapott gólok száma.
Jégkorongban ezt úgy számítják ki, hogy az adott hálóőr bekapott góljainak számát megszorozzák hatvannal (így kapják meg mérkőzésenként), majd elosztják az általa lejátszott mérkőzés perceinek számával. A GAA számításakor a hosszabbítás alatt esett gólokat is beleszámolják, viszont azt, amikor lehozzák a kapust az üres kapura lőtt gólt nem. Általában kéttizedes pontossággal adják meg.
Az NHL-ben ez a statisztika 1,85-2,15 körül fedezhető fel, de a változó játékstílusok miatt lehetnek nagyobb különbségek is.
Egy egyszerű példával szemléltethető. Ha az adott hálóőr három gólt szenved el 90 lejátszott perc után, akkor a bekapott három gólt meg kell szorozni hatvannal, majd osztani kilencvennel. Akkor a hálóőr átlagosan bekapott góljainak száma (GAA) 2,00.